# Таруми-ку (Кобе)
Таруми-ку（яп. 垂水区) — один из девяти административных районов города Кобе. Расположен в юго-западной части города, из которого берет свое начало мост Акаси-Кайкё. Цветок района — пеларгония.

## Общие сведения
Район Таруми-ку располагается на территории уезда Акаси бывшей провинции Харима так же, как и район Ниси-ку. Речка, которая протекает по границе Сума называется «пограничной рекой» (яп. Сакаи-гава), потому что она первоначально служила границей между провинциями Харима и Сэтцу. Район был образован в 1946 году, но позднее часть территории, которая также входила в состав провинции Харима, перешла в район Сума-ку – теперь это западная часть микрорайона Сума Нью-Таун.
В Таруми-ку были сформированы следующие жилые комплексы: комплекс Такамару, комплекс Мэйбу и комплекс Тамон. С конца 1990-х годов численность населения района продолжает расти, поскольку после Великого землетрясения Хансин-Авадзи в 1995 году он меньше  пострадал по сравнению с другими районами Кобе и стал местом эвакуации из разрушенных районов. В настоящее время в Таруми-ку проживает около 15% от общего населения города Кобе.
В этом районе, сочетающем горный и морской ландшафты, характерные для Кобе, и расположенном относительно недалеко от Кобе Санномия и центра Осаки, живет много художников, писателей и музыкантов. А в шестом квартале микрорайона Сиоя-тё на так называемой «Горе Джеймса» находится историческая «особая жилая зона для иностранцев».

## Расположение
Линия JR Кобе и поезда железнодорожной компании Санъё ходят с востока на запад и в обратном направлении. Дорога на поезде до станции Акаси занимает около пяти минут, до станции Санномия – пятнадцать минут, до Осаки и Химэдзи – тридцать пять минут.

## История района
- 1 ноября 1946 – образован городской район Таруми-ку в районе города Сума, где находился посёлок Таруми уезда Акаси.
- 1 марта 1957 – сёла Икавадани, Хасэтани, Осибэдани, Тамацу, Хирано, Кандэ, Иваока были включены в состав города Кобе.
- 6 июня 1977  – микрорайон Сума Нью-Таун（жилой комплекс Мёдани） вошёл в состав Сума-ку.
- 1 августа 1982 – район Ниси-ку был основан на территории, включенной в состав города в 1947 году.
- 1 февраля 1985 – территория спортивного парка Кобе / комплекса городских оптовых баз в Кобе была включена в район Сума-ку.